# Gonzalo Méndez
Gonzalo Elías Méndez Gutiérrez (La Paz, Bolivia, 13 de diciembre de 1942) es un político boliviano. Fue ministro de defensa de Bolivia entre el 19 de octubre de 2003 y el 9 de junio de 2005, bajo el mandato de Eduardo Rodríguez Veltzé. 

## Caso de Corrupción Orbisat
El 12 de octubre de 2018, la fiscalía lo imputa, junto a otros dos exmilitares por el caso orbisat. Durante el año 2005, se llevó a cabo un contrato, de manera fraudulenta, con la empresa Orbisat Da Amazonía Industria e Aerolevantamento S.A que contemplaba el mapeo de 90 000 km2 de fronteras.